# Victor le Maure
Pour les articles homonymes, voir Saint Victor.
Victor le Maure († 303) est un martyr chrétien du début du IVe siècle.

## Biographie
Victor naît en Maurétanie au IIIe siècle et sert dans la garde prétorienne. Il devient chrétien dans sa jeunesse, mais ne sera arrêté et jugé pour sa foi qu'âgé. Il est torturé et exécuté sous l'empereur Maximien à Milan en 303.

## Vénération
Son culte fut spécialement promu par Ambroise de Milan, évêque de Milan du IVe siècle. Il est le saint patron des prisonniers et des exilés, ainsi que de deux villes italiennes, Varèse et Ceriano Laghetto.